# ساندرا ليرنر
ساندرا ليرنر (بالإنجليزية: Sandy Lerner)‏ (و. 1955  م) هي عَالِمَة حاسوب، وسيدة أعمال أمريكية، ولدت في كاليفورنيا.

## التعليم
تعلمت في جامعة كاليفورنيا الولائية (تشيكو)، وتعلمت في جامعة كلاريمونت للدراسات العليا ‏، وتعلمت في جامعة ستانفورد
.